# Günther von Schwarzburg (opera)
Günther von Schwarzburg är en tysk opera (Singspiel) i tre akter med musik av Ignaz Holzbauer och libretto av Anton Klein som bygger på delar av den tysk-romerske kungen Günther av Schwarzburgs liv

## Historia
Till skillnad från typiska Singspiel från tiden står recitativ i denna opera för en ansenlig del av texten. Operan hade premiär den 5 januari 1777 i Mannheim.

## Personer
- Karl, Kung av Böhmen (tenor)
- Günther von Schwarzburg (tenor)
- Rudolf II, palatin (bas)
- Anna, Rudolfs dotter (sopran)
- Asberta, änkedrottning, Karls moder (sopran)

## Handling
Striden står mellan kung Karl av Böhmen och greve Günther von Schwarzburg vem som ska bli ny kejsare. Günther stöds av den mäktige Rudolf. Men änkedrottningen Asberta intrigerar för att få sonen Karl vald genom att manipulera Rudolfs dotter Anna. Till slut dör både Günther och Asberta. Günther förgiftas av Asberta som sedan begår självmord. Karl gifter sig med Anna och blir ny kejsare.